# 阿部博史
阿部 博史（あべ ひろふみ、1978年 - ）は、日本のテレビプロデューサー、ジャーナリスト。NHK大型企画開発センターチーフ・プロデューサーや、東京大学大学院情報学環客員准教授等を歴任。人工知能を活用した番組制作を行い、科学ジャーナリスト賞等を受賞した。

## 人物・経歴
愛知県生まれ。名古屋大学大学院理学研究科素粒子宇宙物理学専攻修了。2004年日本放送協会入局。東日本大震災や、人工知能などの報道や番組制作に携わり、日本放送協会社会番組部ディレクター、東京大学大学院情報学環総合防災情報研究センター客員准教授等を経て、日本放送協会放送総局大型企画開発センターチーフ・プロデューサー。
編書『震災ビッグデータ』で科学ジャーナリスト賞を受賞。NHKスペシャル「沖縄戦 全記録」で日本新聞協会賞編集部門受賞。NHKスペシャル「阪神淡路大震災 埋もれたデータ21年目の真実」で放送文化基金賞受賞。内閣高度情報通信ネットワーク社会推進戦略本部新戦略推進専門調査会防災・減災分科会委員等も務めた。
著作
- 『震災ビッグデータ = DISASTER BIG DATA : 可視化された〈3・11の真実〉〈復興の鍵〉〈次世代防災〉』NHK出版 2014年
- 『データでいのちを描く : テレビディレクターが自分でAIをつくったわけ』NHK出版 2018年